# HD20443
HD20443 є хімічно пекулярною зорею спектрального класу
A8 й має видиму зоряну величину в смузі V приблизно  9,8.